# Brundish
Brundish är en by och civil parish i Mid Suffolk i Suffolk, England. Orten har 192 invånare (2001). Den har en kyrka.